# Musée de la nature du Valais
Le Musée de la nature du Valais, précédemment appelé Musée cantonal d'histoire naturelle de Sion, est un musée d'histoire naturelle situé à Sion, en Suisse, dans le canton du Valais.

## Histoire
Il est fondé en 1829 par un père jésuite, Étienne Elearts, en tant que « Cabinet d'histoire naturelle », puis change six fois de bâtiment au fil des décennies pour rejoindre son adresse à la Rue de Châteaux en 2013.
Depuis 1871, le musée collabore avec La Murithienne, la société valaisanne des Sciences Naturelles. Les collections du musée de la nature comptent plus de 200 000 objets, dont 80 000 insectes et 70 000 plantes en herbier. Parmi les vertébrés, ce musée possède des pièces historiques de la faune régionale, et notamment certains des derniers grands prédateurs de Suisse exterminés au XIXe siècle, comme un ours brun de la vallée d'Hérémence ou de Zermatt, un lynx d'Hérémence, des gypaètes de 1880 et 1891 ou encore le « loup d'Eischoll » s'étant fait connaître comme le « monstre du Valais » au milieu du XXe siècle. Depuis 2015, sa collection de paléontologie s'est enrichie d'un tronc de Cordaite du Carbonifère, mesurant près de 2 mètres et provenant de la commune de Trient.
Depuis l'installation du musée en 2013 à la rue de Châteaux, l'exposition permanente présente, comme fil conducteur, l'évolution de la relation entre les sociétés et l'environnement du Paléolithique jusqu'au présent. Toutes les salles de l'exposition sont construites de façon à présenter différents milieux naturels du Valais.
Les enjeux actuels et futurs sont traités au travers de la notion d'Anthropocène dans la salle qui conclut le parcours ; cette salle ouverte en 2014 a été mise à jour en 2019. Musée pionnier sur ce thème, le Musée de la nature a produit en 2016 l'exposition : "Objectif Terre", première exposition au monde d'un musée de sciences naturelles sur le thème de l'Anthropocène et obtenu le Prix Expo 2016 de l'Académie Suisse des Sciences Naturelles.